# 古尓王
古尓王（こにおう、生年未詳 - 286年）は百済の第8代の王（在位:234年 - 286年）であり、第4代の蓋婁王の第二子。諱・諡は伝わっていない。234年に第6代の仇首王が死去した際に、その長子の沙伴王がいったん王位についたが、幼少であったため政務を執ることができず、肖古王の王弟の古尓王が王位を継いだ。

## 治世
たびたび新羅と争い、また使者を送って和親を果たそうとした。新羅との交戦の中心となったのは、槐谷（忠清北道槐山郡）・烽山（慶尚北道栄州市）であった。246年8月に魏の毌丘倹が高句麗に攻め入った際には、高句麗の楽浪郡の辺境に攻め入って住民を略奪させたが、魏軍が矛先を転じるのを恐れて略奪した人民を放棄した。また、靺鞨からは258年に酋長の羅渇の供物献上を受け入れ、その使者を厚くねぎらうという一件もあった。
内政面においては260年のこととして、佐平と15等からなる官制を整備したとされている。詳細は「百済#官制」を参照。また、262年には官人の収賄者や盗人を取り締まるために、得たものの三倍の徴収と終身禁固刑とを罰とする布告をした。
286年11月に在位53年にして薨去した。埋葬地は伝わっていない。

## 関連文献
- 栗原薫「大化前代の紀年(三)」『北海道教育大学紀要. 第一部. B社会科学編』第33巻第1号、北海道教育大学、1982年9月、1-15頁、doi:10.32150/00002910、ISSN 0386-4480、CRID 1390857777802733696。